# Die heilige Bestie der Kumas
Die heilige Bestie der Kumas (Originaltitel: Il fiume del grande caimano) ist ein italienischer Tierhorrorfilm von Sergio Martino aus dem Jahr 1979. Deutschlandpremiere war am 29. Mai 1980. Der Film ist auch unter dem Titel Der Fluss der Mörderkrokodile erschienen.

## Handlung
Mitten im Dschungel soll ein Luxushotel eröffnet werden. Doch kurz vor Beginn der Feierlichkeiten verschwindet ein Fotomodel, das für die Einweihung engagiert wurde. Der Hotelbesitzer versucht den Vorfall herunterzuspielen, doch der abenteuerlustige Pressefotograf Daniel und seine schöne Freundin Alice finden heraus, dass die Vermisste Opfer eines Riesenkrokodils geworden ist, das vom einheimischen Stamm der Kumas als Gottheit verehrt wird. Schon bald haben es die Hotelgäste und Angestellten nicht nur mit dem gefräßigen Krokodil, sondern auch mit den Kumas zu tun, die Angst vor dem Zorn ihres Gottes haben. Schließlich gelingt es Daniel, das Biest zur Strecke zu bringen.

## Kritiken
Verrisse erntete der Film, wo man auch schaut: „Wenn sie sich eh schon keine Spielfilme ansehen, können Sie auch diesen ruhig verpassen.“; „Schlecht erzählter Blödsinn.“. Francesco Minnini beurteilte den Film als „schlechtes Imitat von Der weiße Hai, ökonomisch sparsam inszeniert; der Regisseur ersetzt Qualität durch Quantität. Nur der (spärlich eingesetzte) Kaiman bedankt sich dafür von Herzen.“ In seinem Buch Horror – Geschichte und Mythologie des Horrorfilms bezeichnet Georg Seeßlen den Film dagegen als „handwerklich passabel“.

## Hintergrund
Der Film wurde in Sri Lanka gedreht.